# Erik Falck (diplomat)
Erik Falck, född omkring 1554, död omkring 1606, var en svensk språkforskare, riksdagsman och diplomat.

## Biografi
Erik Falck var son till biskopen med samma namn. Han tillhörde Johan III:s gunstlingar och erhöll 1577 tillstånd att resa utomlands för att studera vid Krakóws universitet. 1578-1659 var Falck elev vid Collegium Germanicum i Rom. Han återvände därefter 1580 till Sverige men begav sig därefter åter utomlands på Johan III:s uppdrag, och befanns sig 1581-1582 i Wien. Därifrån begav han sig till Det heliga landet, vistades i juli i Konstantinopel, i augusti i Tripoli, Libanon och i september 1582 slog han till riddare av den Heliga graven i Jerusalem. han återvände därefter över Kairo och vistades under de följande åren främst i Italien och Tyskland. I samband med Sigismunds val till tronföljare i Polen 1587 befann han sig i Warszawa och återvände tillsammans med den svenska delegationen. 1588 mördades hans bror Johan Falck, och tillsammans med brodern Bengt arbetade han för att få den skyldige fälld. Under det följande året befann han sig i Estland, dit han troligen följt Johan III för dennes möte med Sigismund. Han kallas 1590-1594 hovjunkare. Tillsammans med Sigfrid Andersson Rålamb sändes han som legat till khanen av Krim. Efter Johan III:s död fick han en svårare situation i Sverige. 1595 erhöll han rätt vid riksdagen i Söderköping att utöva sin katolska religion. Sedan Sigismund 1598 förlorat inbördeskriget i Sverige valde han dock att lämna landet och fly till Polen och 1599 fick han sina förläningar och sina gods i Uppland, Västmanland och Östergötland indragna till kronan. Fram till 1600 vistades Erik Falck vid Sigismunds hov i Polen. Han sändes 1606 på ett diplomatiskt uppdrag till Spanien. Enligt uppgift skall han kort därefter sänts på ett annat uppdrag till Rom och avlidit där.